# رونالد بينيت
رونالد بينيت (بالإسبانية: Ronald Bennett)‏ هو منافس ألعاب قوى هندوراسي، ولد في 11 أكتوبر 1984 في لا سيبا في هندوراس.

## وصلات خارجية
- رونالد بينيت على موقع الاتحاد الدولي لألعاب القوى (الإنجليزية)
- رونالد بينيت على موقع أوليمبيديا (الإنجليزية)